# Jimmy Quiroz
Jimmy Orlando Quiroz Plaza (n. Maipú, 27 de mayo de 1983) es un exfutbolista chileno que jugaba como delantero.

## Carrera
Jugó en sus inicios en el año 2005 por el club Magallanes jugando como delantero, luego pasa a ser parte del plantel de Deportes Copiapó en la Primera B de Chile. A fines de septiembre de 2008 ficha por Union San Felipe, equipo de la Primera División de Chile. Tras no renovar su contrato con Unión San Felipe 
ficha en Deportes Puerto Montt y San Antonio Unido, éste su último club profesional.

## Clubes
| Club                  | País  | Año       |
| --------------------- | ----- | --------- |
| Magallanes            | Chile | 2005      |
| Deportes Copiapó      | Chile | 2006-2007 |
| San Marcos de Arica   | Chile | 2008-2010 |
| Unión San Felipe      | Chile | 2010-2011 |
| Deportes Puerto Montt | Chile | 2012      |
| San Antonio Unido     | Chile | 2013      |